# Götschetal
Götschetal is een voormalige gemeente in de Duitse deelstaat Saksen-Anhalt, en maakt deel uit van de Saalekreis.
Götschetal telt 5.632 inwoners.

## Geschiedenis
De gemeente ontstond op 1 juli 2006 door de samenvoeging van de toenmalige zelfstandige gemeenten Gutenberg, Nehlitz, Sennewitz, Teicha en Wallwitz. Op 1 januari 2010 is de gemeente samen met de andere deelnemende gemeenten in de Verwaltungsgemeinschaft Götschetal-Petersberg (Brachstedt, Krosigk, Kütten, Morl, Ostrau en Petersberg) samengevoegd in de nieuw gevormde eenheidsgemeente Petersberg.